# Celine (Vrbovec)
Celine je selo sjeverozapadno od Vrbovca. Prema popisu iz 2001. imaju 917 stanovnika. 
Spominje se 1460. godine kao posjed u gornjem dijelu gospoštije Rakovec. Turci su uništili selo, pa je obnovljeno 1620. godine.
U centru sela se nalazi kapela na križanju prometnice Vrbovec - Sveti Ivan Zelina i Vrbovec - Preseka.

## Stanovništvo
| broj stanovnika | 129   | 224   | 259   | 381   | 457   | 497   | 537   | 522   | 547   | 544   | 570   | 479   | 608   | 737   | 917   | 977   | 873   |
|                 | 1857. | 1869. | 1880. | 1890. | 1900. | 1910. | 1921. | 1931. | 1948. | 1953. | 1961. | 1971. | 1981. | 1991. | 2001. | 2011. | 2021. |

## Poznate osobe
- Milka Bertapelle, operna pjevačica